# 劉思中
劉思中（1531年—？），字子睿，號静軒，大寧都司保定左衛官籍，山東安丘縣人，明朝政治人物。

## 生平
嘉靖三十一年（1552年）壬子科順天府鄉試第二十七名舉人。隆慶五年（1571年）中式辛未科會試第一百十八名，三甲第二百四十九名進士。礼部觀政，萬曆二年（1574年）授户部主事，历官户部山西司郎中，宣大管粮，萬曆七年（1579年）二月升山西佥事，驻札宣府，管理西南二路，命筑大同镇屯堡、敌台。九年十月升本省右参议，阳和兵备，十年十一月升山西副使、口北道，十一年七月升右参政，後降调湖广副使，十五年十一月调分巡下荆南道，驻襄阳。

## 家族
曾祖劉毅，百戶；祖父劉經，百戶；父劉憐，百戶。母張氏（封安人）。曾孫劉桓，順治戊戌進士。